# Alin George Moldoveanu
Alin George Moldoveanu (ur. 3 maja 1983 r. w Fokszanach) – rumuński strzelec sportowy, złoty medalista olimpijski z Londynu.
Specjalizuje się w strzelaniu karabinowym. W Londynie zwyciężył w rywalizacji w karabinie pneumatycznym (10 m). Zawody w 2012 roku były jego drugimi igrzyskami olimpijskimi – debiutował w Pekinie (4. miejsce w tej konkurencji). W tej samej konkurencji Rumun został indywidualnym wicemistrzem świata w 2006 roku. Był również brązowym medalistą mistrzostw Europy w 2004 roku.

## Igrzyska olimpijskie
| Igrzyska | Miejscowość    | Konkurencja                | Kwalifikacje | Kwalifikacje | Finał                  | Finał                  |
| Igrzyska | Miejscowość    | Konkurencja                | Wynik        | Pozycja      | Wynik                  | Pozycja                |
| -------- | -------------- | -------------------------- | ------------ | ------------ | ---------------------- | ---------------------- |
| IO 2008  | Pekin          | Karabin pneumatyczny, 10 m | 596          | 3. Q         | 698,9                  | 4.                     |
| IO 2012  | Londyn         | Karabin pneumatyczny, 10 m | 599          | 2. Q         | 702,1                  | złoto                  |
| IO 2016  | Rio de Janeiro | Karabin pneumatyczny, 10 m | 622,7        | 19.          | Nie zakwalifikował się | Nie zakwalifikował się |

## Odznaczenia
- Medal Zasługi Sportowej (2004)[3]
- Order Zasługi Sportowej I klasy (2012)[4]